# Jesper Lindstrøm
Jesper Lindstrøm, né le 29 février 2000 à Taastrup au Danemark, est un footballeur international danois qui évolue au poste de milieu offensif au VfL Wolfsbourg, en prêt du SSC Naples.

## Biographie

### Brøndby IF
Né à Taastrup au Danemark, Jesper Lindstrøm est formé par le club qu'il supporte depuis tout jeune, tout comme sa famille, le Brøndby IF, où il joue depuis les U13.
Il joue son premier match en professionnel le 22 novembre 2018 en coupe du Danemark contre le BK Marienlyst. Il entre en jeu à la place de Simon Tibbling et Brøndby s'impose largement par quatre buts à un.
Il est définitivement intégré à l'équipe première lors de la saison 2019-2020. Le 11 juillet 2019 il joue son premier match de coupe d'Europe, lors d'une rencontre qualificative pour la Ligue Europa face aux Finlandais du FC Inter Turku (victoire 4-1 de Brøndby IF). Trois jours plus tard il fait sa première apparition en Superligaen, lors de la victoire de son équipe face au Silkeborg IF (3-0). Capable d'évoluer comme ailier, il est utilisé par son coach Niels Frederiksen comme milieu offensif axial dans un rôle de numéro 10 ou de faux neuf à partir de la fin de saison.
Le 3 juillet 2020 il prolonge son contrat jusqu'en 2023 avec son club formateur.
Le 30 novembre 2020, Lindstrøm réalise le premier doublé de sa carrière, lors d'une rencontre de championnat face au Lyngby BK. Ces deux buts contribuent à la victoire de son équipe par quatre buts à un.
En décembre 2020, il est élu joueur d'automne. C'est la première fois depuis 20 ans qu'un joueur du Brøndby IF reçoit ce prix, le dernier à l'avoir remporté était Peter Graulund. Il remporte le premier titre de sa carrière en étant sacré champion du Danemark en 2020-2021,.

### Eintracht Francfort
Le 11 juillet 2021, Jesper Lindstrøm s'engage en faveur de l'Eintracht Francfort pour un contrat courant jusqu'en juin 2026,.
Lindstrøm inscrit son premier but pour Francfort le 21 novembre 2021, lors d'une rencontre de championnat face au SC Fribourg. Titulaire, il ouvre le score et participe à la victoire de son équipe par deux buts à zéro,.
Il est titularisé le 18 mai 2022, lors de la finale de Ligue Europa 2021-2022 face au Glasgow Rangers. Son équipe s'impose après une séance de tirs au but et remporte ainsi le trophée,.
Le 13 septembre 2022, Lindstrøm inscrit son premier but en Ligue des champions, lors d'un match de groupe face à l'Olympique de Marseille au Stade Vélodrome. Unique buteur de la rencontre, le danois permet ainsi à son équipe de s'imposer. Il s'agit également du premier but et de la première victoire de l'histoire de l'Eintracht Francfort en Ligue des champions,.

### SSC Naples
Le 29 août 2023, Jesper Lindstrøm rejoint l'Italie afin de s'engager en faveur du SSC Naples. Il signe un contrat de cinq ans, soit jusqu'en juin 2028,.

### Everton FC
Le 26 juillet 2024, Jesper Lindstrøm rejoint l'Angleterre et le club d'Everton FC pour un prêt d'une saison avec option d'achat,.
Lors des matchs amicaux de présaison il se fait notamment remarquer le 3 août 2024 contre Preston North End en marquant un but sur coup franc direct. Son équipe l'emporte par trois buts à zéro ce jour-là.

### VfL Wolfsbourg
Le 23 juillet 2025, Jesper Lindstrøm prend la direction de l'Allemagne en signant au VfL Wolfsbourg sous la forme d'un prêt payant d'une saison,. Le montant du prêt est estimé à 1,5 million d'euros.

### En sélection
Le 12 janvier 2020 il joue son premier match avec l'équipe du Danemark espoirs face à la Slovaquie. Titulaire ce jour-là, il inscrit également son premier but et participe ainsi à la victoire de son équipe par trois buts à un.
Jesper Lindstrøm honore sa première sélection avec l'équipe nationale du Danemark le 11 novembre 2020, face à la Suède, en match amical. Il entre en jeu à la place de Lucas Andersen et le Danemark s'impose par deux buts à zéro ce jour-là.
Le 7 novembre 2022, il est sélectionné par Kasper Hjulmand pour participer à la Coupe du monde 2022.

## Statistiques
| Saison                | Club                  | Championnat           | Championnat | Championnat | Coupe nationale | Coupe nationale | Coupe de la Ligue | Coupe de la Ligue | Supercoupe | Supercoupe | Compétition(s) continentale(s) | Compétition(s) continentale(s) | Compétition(s) continentale(s) | Supercoupe UEFA | Supercoupe UEFA | Total | Total |
| Saison                | Club                  | Division              | M.          | B.          | M.              | B.              | M.                | B.                | M.         | B.         | Comp.                          | M.                             | B.                             | M.              | B.              | M.    | B.    |
| 2018-2029             | Brøndby IF            | Superligaen           | -           | -           | 1               | 0               | -                 | -                 | -          | -          | -                              | -                              | -                              | -               | -               | 1     | 0     |
| 2019-2020             | Brøndby IF            | Superligaen           | 28          | 3           | 1               | 0               | -                 | -                 | -          | -          | C3                             | 4                              | 2                              | -               | -               | 33    | 5     |
| 2020-2021             | Brøndby IF            | Superligaen           | 29          | 10          | 2               | 0               | -                 | -                 | -          | -          | -                              | -                              | -                              | -               | -               | 31    | 10    |
| Sous-total            | Sous-total            | Sous-total            | 57          | 13          | 4               | 0               | -                 | -                 | 0          | 0          | -                              | 4                              | 2                              | 0               | 0               | 65    | 15    |
| 2021-2022             | Eintracht Francfort   | Bundesliga            | 29          | 5           | 1               | 0               | -                 | -                 | -          | -          | C3                             | 9                              | 0                              | -               | -               | 39    | 5     |
| 2022-2023             | Eintracht Francfort   | Bundesliga            | 27          | 7           | 3               | 1               | -                 | -                 | -          | -          | C1                             | 7                              | 1                              | 1               | 0               | 38    | 9     |
| 2023-2024             | Eintracht Francfort   | Bundesliga            | 1           | 0           | 1               | 0               | -                 | -                 | -          | -          | C4                             | 1                              | 0                              | -               | -               | 3     | 0     |
| Sous-total            | Sous-total            | Sous-total            | 57          | 12          | 5               | 1               | -                 | -                 | 0          | 0          | -                              | 17                             | 1                              | 1               | 0               | 80    | 14    |
| 2023-2024             | SSC Naples            | Bundesliga            | 21          | 0           | 1               | 0               | -                 | -                 | 2          | 0          | C1                             | 4                              | 0                              | -               | -               | 28    | 0     |
| Sous-total            | Sous-total            | Sous-total            | 21          | 0           | 1               | 0               | -                 | -                 | 2          | 0          | -                              | 4                              | 0                              | -               | -               | 28    | 0     |
| 2024-2025             | Everton (prêt)        | Premier League        | 25          | 0           | 2               | 0               | 2                 | 0                 | -          | -          | -                              | -                              | -                              | -               | -               | 29    | 0     |
| Sous-total            | Sous-total            | Sous-total            | 25          | 0           | 2               | 0               | 2                 | 0                 | 0          | 0          | -                              | 0                              | 0                              | -               | -               | 29    | 0     |
| Total sur la carrière | Total sur la carrière | Total sur la carrière | 161         | 25          | 12              | 1               | 2                 | 0                 | 2          | 0          | -                              | 25                             | 3                              | 1               | 0               | 203   | 29    |

## Palmarès

### En club
Brøndby IF
- Champion du Danemark
  - Champion : 2021

 Eintracht Francfort
- Ligue Europa :
  - Vainqueur : 2022

 SSC Napoli
- Supercoupe d'Italie
  - Finaliste : 2023